# Georgetown, Mississippi
Georgetown är en ort i Copiah County i delstaten Mississippi, USA.